# Mierab Czigojew
Mierab Iljicz Czigojew (ros. Мера́б Ильи́ч Чиго́ев; oset. Цгъойты Ильяйы фырт Мераб; gruz. მერაბ ილიას ძე ჩიგოევი; ur. 15 lutego 1951 w Dżwarisubani, zm. 9 stycznia 2016 w Cchinwali) – osetyński prawnik, milicjant, urzędnik państwowy, polityk, premier Osetii Południowej od sierpnia 1998 do 8 czerwca 2000 roku.
W 1968 został absolwentem szkoły średniej w Tbilisi. W 1973 ukończył studia prawnicze na Moskiewskim Uniwersytecie Państwowym, po czym od 1974 do 1977 pracował jako śledczy w moskiewskiej milicji, prokurator generalny od 1996 do 1998 roku i od 2012 do śmierci.
Powrócił następnie do Osetii Południowej, gdzie do 1991 pracował jako starszy śledczy w milicji i wiceminister spraw wewnętrznych w rządzie. Od 1994 do 1996 pracował w administracji Osetii Północnej. Od kwietnia 1996 do sierpnia 1998 był prokuratorem generalnym Osetii Południowej, po czym do czerwca 2000 piastował stanowisko premiera. W latach 2004–2008 kierował resortem sprawiedliwości, w 2009 roku uzyskał mandat parlamentarny z ramienia Komunistycznej Partii Osetii. Zgłosił swój akces do wyborów prezydenckich w 2011, ale wycofał swoją kandydaturę jeszcze przed głosowaniem. W 2012 został ponownie osetyjskiego prokuratora generalnego.
Zmarł w szpitalu w Cchinwali wskutek obrażeń odniesionych w wypadku samochodowym 9 stycznia 2016.
Był żonaty, miał dwójkę dzieci.